# Lilienthalmedaljen
Lilienthalmedaljen är Fédération Aéronautique Internationales högsta utmärkelse inom segelflyget.
Medaljen instiftades 1938 för att hedra en framstående bedrift inom segelflyget eller någon som under en längre period har arbetat inom segelflyget. Den utdelas årligen till en pilot som presterat ett nytt världsrekord, eller en pilot som utfört en pionjärflygning (öppnat nya vägar för segelflyget eller skapat nya tekniska möjligheter inom segelflyget), eller någon som under längre tid tjänat segelflyget och fortfarande är aktiv pilot.

## Pristagare
| - 2009 Ross McIntyre, Nya Zeeland - 2008 Roland Stuck, Frankrike - 2007 Derek Piggot, Storbritannien - 2006 Alan Patching, Australien - 2005 Ian Strachan, England - 2004 Janusz Centka, Polen - 2003 Piero Morelli, Italien - 2002 John Hamish Roake, Nya Zeeland - 2001 James M. Payne, USA - 2000 Klaus Ohlmann, Tyskland - 1999 Hana Zejdova, Tjeckien - 1998 Oran Nicks, USA - 1997 Manfred Reinhardt, Tyskland - 1996 ingen utdelning - 1995 Tor Johannessen, Norge - 1994 Terrence Delore, Nya Zeeland - 1993 Bernald S. Smith, USA - 1992 Franciszek Kepka, Polen - 1991 Raymond W. Lynskey, Nya Zeeland - 1990 Fred Weinholtz, Tyskland - 1989 ingen utdelning - 1988 Ingo Renner, Australien - 1987 Juhani Horma, Finland - 1986 Richard L. Johnson, USA - 1985 Sholto Hamilton"Dick" Georgeson, Nya Zeeland - 1984 C.E. Wallington, Australien - 1983 ingen utdelning - 1982 Hans Nietlispach, Schweiz - 1981 George Lee, England - 1980 Hans Wolf. Österrike - 1979 ingen utdelning - 1978 Helmut Reichmann, Tyskland - 1977 George B. Moffat, Jr., USA - 1976 Louis A. de Lange, Holland - 1975 Adela Dankowska, Polen - 1974 August, Schweiz | - 1973 Ann Welch, England - 1972 Jan Wroblewski, Polen - 1971 Karl H. Striedieck, USA - 1970 Hans Werner Grosse, Tyskland - 1969 Eric Nessler, Frankrike - 1968 Alejo Williamson, Chile - 1967 Lennart Stålfors, Sverige - 1966 Ann Burns, England - 1965 Edward Makula, Polen - 1964 Alvin H. Parker, USA - 1963 Heinz Huth, Tyskland - 1962 Paul F. Bikle, USA - 1961 Adolph ("Pirat") Gehriger, Schweiz - 1960 Pelagia Majewska, Polen - 1959 Richard E. Schreder, USA - 1958 Wolf Hirth, Tyskland - 1957 Don Luis Vicente Juez Gomez, Spanien - 1956 Paul B. MacCready Jr., USA - 1955 Joachim Kuettner, Tyskland - 1954 Philip A. Wills, England - 1953 V.M. Iltchenko, Sovjet - 1952 Charles Atger, Frankrike - 1951 Marcelle Choisnet-Gohard, Frankrike - 1950 William S. Ivans, USA - 1949 John Robinson, USA - 1948 Per-Axel Persson, Sverige - 1947 ingen utdelning - 1946 ingen utdelning - 1945 ingen utdelning - 1944 ingen utdelning - 1943 ingen utdelning - 1942 ingen utdelning - 1941 ingen utdelning - 1940 ingen utdelning - 1939 ingen utdelning - 1938 Tadeusz Góra, Polen |